# Sancti-Spíritus (Castille-et-León)
Pour les articles homonymes, voir Sancti Spíritus.
Sancti-Spíritus est une commune de la province de Salamanque dans la communauté autonome de Castille-et-León en Espagne.